# Jordanita volgensis
Jordanita volgensis is een vlinder uit de familie bloeddrupjes (Zygaenidae). De wetenschappelijke naam is voor het eerst geldig gepubliceerd in 1862 door Moschler.
De soort komt voor in Europa.